# 가와하라촌 (나가사키현)
가와하라촌(川原村)은 나가사키현 니시소노기군에 있던 촌이다.

## 지리
노모반도(나가사키 반도)의 북동부에 위치하며 남쪽 해안을 아마쿠사만에 접해 있다.

## 역사
가와하라촌은 에도시대 말기까지 다카기군에 속해 있었으나 막부 말기부터 메이지 초기에 주변 각 촌과의 통합과 분할이 이루어지는 과정에서 소노기군에 속하게 되었다.
- 1889년 4월 1일 - 정촌제 시행에 의해 가와하라촌이 성립하였다.
- 1955년 2월 11일 - 가야키촌, 다메이시촌과 합병, 정으로 승격해 미와정이 성립하여, 다메이시촌은 지자체로서는 소멸하였다.

## 참고문헌
- 角川日本地名大辞典 42 長崎県
- 西彼杵郡現勢一班「爲石村村務概要」（1926年）国立国会図書館デジタルコレクション